# Breanna Richardson
Pour les articles homonymes, voir Richardson.
Breanna Richardson, née le 4 août 1995 à Conyers (Géorgie), est une joueuse américaine de basket-ball.

## Biographie
Non draftée après son cursus chez les Bulldogs de Mississippi State, elle dispute deux rencontres de pré-saison 2017 avec le Lynx du Minnesota.
Sa carrière débute en Israël d'abord en 20147-2018 avec Bnot Hertzeliya (14,0 points à 46,8%, 7.3 rebonds, 2,0 passes décisives en 21 matches), puis l'année suivante (17,1 points à 50,8 %, 7,0 rebonds, 2,4 passes décisives, 1,3 interception en 24 matches). En 2019-2020, elle joue en deuxième division espagnole avec Real Club Celta Vigo (13,1 points à 49,3 %, 6,2 rebonds, 1,0 passe décisive, 1,3 interception en 21 matches). Pour la saison 2020-2021, elle rejoint la Turquie à Edremit (19,4 points à 55,1 %, 11,2 rebonds, 2,1 passes décisives, 2,0 interceptions en 23 matches)
En janvier 2022, elle quitte le club allemand de Keltern pour lequel elle ne jouait qu'en Eurocoupe (14,8 points et 7,3 rebonds en 4 matches) pour rejoindre Angers qui enregistre plusieurs succès, où joue déjà sa équipière de 3x3 Alexis Peterson et où elle remplace l'intérieure Nabala Fofana, blessée.

## Clubs
- 2009-2013 :  Rockdale County High School
- 2013-2017 :  Bulldogs de Mississippi State
- 2017-2018 :  Bnot Hertzeliya
- 2018-2019 :  Hapoel Rishon Le-Zion
- 2019-2020 :  Real Club Celta Vigo
- 2020-2021 :  Edremit Belediyesi
- 2021-2022 :  Rutronik Keltern
- 2021-2022 :  Union féminine Angers Basket 49

## Distinctions personnelles
- Meilleur cinq des freshmen de la SEC (2014)